# Koppányszántó
Koppányszántó es un pueblo ubicado en el distrito de Tamási, en el condado de Tolna, Hungría.

## Superficie
Posee una superficie de 22,55 kilómetros cuadrados.

## Demografía
Hasta 2019 la población era de 272 habitantes, con una densidad de población de 12,06 habitantes por kilómetro cuadrado.